# Apollinarism
Apollinarismen var en kristologisk lära som formulerades av Apollinarios (död 390), biskop av Laodikeia. Apollinarios menade, att Kristus hade en gudomlig själ men en mänsklig kropp.
Apollinarios lära stämplades som villolära vid första konciliet i Konstantinopel år 381, eftersom man då fastslog att Kristus var helt och hållet Gud och helt och hållet människa.